# Jean-Claude Lebaube
Jean-Claude Lebaube (Parigi, 22 luglio 1937 – Parigi, 2 maggio 1977) è stato un ciclista su strada francese, professionista dal 1961 al 1969.

## Carriera
Iniziò l'attività dilettantistica nel 1956, al Véloce Club Rouennais: vinse molte gare regionali, diretto da Michel Couraët, oltre ad alcune gare internazionali, come, nel 1961, il Tour de Tunisie, il Tour du Loir-et-Cher e una tappa del Tour de l'Avenir.
Professionista dal settembre 1961, in carriera partecipò a sette edizioni del Tour de France: nella Grande Boucle indossò la maglia gialla per un giorno, al termine dell'11ª tappa dell'edizione 1966 a Luchon; in classifica generale raggiunse il quarto posto finale nell'edizione 1963 (quando contribuì al successo del suo leader Jacques Anquetil), e il quinto nel 1965. Fu protagonista anche nelle brevi corse a tappe, con la vittoria del Tour du Sud-Est 1963 e i successi di tappa al Giro del Delfinato 1964 e al Giro del Lussemburgo 1965. Nelle corse di un giorno di distinse sia in linea, con il secondo posto al Grand Prix de Ouest-France 1968 e due podi alla Polymultipliée, che a cronometro, con il successo alla Manche-Océan 1964, il secondo posto al GP delle Nazioni 1962 e i terzi posti al Trofeo Baracchi 1961 e al GP di Lugano 1963. Nel 1962 vinse anche il Promotion Pernod, premio al miglior Under-25 francese dell'anno.
Dopo il ritiro dalle corse, avvenuto a inizio 1970, intraprese l'attività di rappresentante di commercio; è morto prematuramente nel maggio 1977, a causa di un infarto.

## Palmarès
- 1961 (Dilettanti)

Classifica generale Tour de Tunisie
3ª tappa Tour du Loir-et-Cher
Classifica generale Tour du Loir-et-Cher
1ª tappa Tour de l'Avenir
- 1963

5ª tappa Tour du Sud-Est
Classifica generale Tour du Sud-Est
- 1964

Manche-Océan (cronometro)
1ª tappa Giro del Delfinato
- 1965

2ª tappa Giro del Lussemburgo

### Altri successi
- 1962

4ª tappa Euskal Bizikleta (cronosquadre)
- 1964

2ª tappa Tour du Morbihan (cronosquadre)
- 1965

1ª tappa, 1ª semitappa Tour de France (cronosquadre)

## Piazzamenti

### Grandi Giri
- Tour de France

1962: 11º
1963: 4º
1964: non partito (13ª tappa)
1965: 5º
1966: ritirato (18ª tappa)
1967: 23º
1969: 46º
- Vuelta a España

1965: 12º

### Classiche monumento
- Milano-Sanremo

1966: 71º
1967: 61º
- Giro delle Fiandre

1964: 31º
- Liegi-Bastogne-Liegi

1963: 23º
- Giro di Lombardia

1962: 36º
1963: 19º